# Abisso Vitjaz' 4
L’abisso Vitjaz' 4 è un abisso marino situato nella parte sudoccidentale dell'Oceano Pacifico. Con i suoi 10.047 m di profondità è il punto più profondo della fossa delle Kermadec. 

## Etimologia
L'abisso Vitjaz' 4 deriva il nome dalla nave da ricerca russa "Vitjaz' " (in lingua russa "Витязь") che eseguì la misurazione nel 1957 nel corso di una serie di campagne di esplorazione marina programmate per l'Anno geofisico internazionale.

## Localizzazione geografica
L'abisso Vitjaz' 4 si trova nella parte sudoccidentale dell'Oceano Pacifico, a ovest della dorsale delle Tonga-Kermadec, nella parte centrale della fossa delle Kermadec, circa 200 km a sudovest delle Isole Kermadec. 
L'abisso è posizionato alle coordinate 32°S e 177°W.